# Estación de Roma Trastevere
La estación de Roma Trastevere (del italiano: Stazione di Roma Trastevere) es una estación ferroviaria situada en el municipio italiano de Roma, en la región del Lacio.

## Historia y situación
La estación actual fue inaugurada el 1 de mayo de 1911, aunque la estación original, que prestó servicio hasta 1950 como estación de mercancías, fue inaugurada en el año 1859 con la puesta en servicio del tramo Roma - Civitavecchia de la línea Roma - Pisa, también conocida como la Ferrovia Tirrenica.
Está situada en el sur del centro histórico de Roma, en el borde sur del barrio del Trastévere. Cuenta con cuatro andenes, de los cuales dos son centrales y dos laterales, a los que acceden seis vías pasantes.
En términos ferroviarios, la estación se sitúa en la línea Roma con Pisa, también conocida como la Ferrovia Tirrenica, en la línea Roma - Viterbo y en la línea Roma - Fiumicino

## Servicios Ferroviarios
Los servicios ferroviarios de esta estación están prestados por Trenitalia:

### Regionales
Mediante los trenes 'Regionale Veloce' que parten de Roma Termini le permiten tener conexión regional rápida con Civitavecchia, Grosseto, Livorno, finalizando su trayecto en Pisa Central. Cuenta con frecuencias cadenciadas.

### Ferrovia Regionali Lazio
A la estación llegan los trenes que operan en las líneas FL1, FL3 y FL5, pertenecientes a la red suburbana de trenes de Roma.
- Orte - Roma Ostiense - Fiumicino
- Roma Ostiense - Viterbo
- Roma Termini - Civitavecchia (- Pisa Central).